# 1の分割
数学において位相空間 X の 1 の分割（いちのぶんかつ、英: partition of unity）は、X から単位区間 [0, 1] への連続関数の集合 R であって、すべての点 {\displaystyle x\in X} に対して以下の二条件を満たすものである：
- {\displaystyle x}の近傍が存在して R の関数の有限個を除くすべては 0 である；
- {\displaystyle x}におけるすべての関数の値の和は 1 である、すなわち、{\displaystyle \;\sum _{\rho \in R}\rho (x)=1.}

4 つの関数による円の 1 の分割。円はグラフを書くために線分（底の実線）にアンロールされている。上の破線は分割の関数の和である。

1 の分割は、しばしばそれによって局所的な構成を空間全体に拡張することができるから、有用である。またデータの内挿、信号処理、スプライン曲線の理論においても重要である。  

## 存在
1 の分割の存在は 2 つの異なる形式を仮定する：
1. 空間の任意の開被覆 {Ui}i∈I が与えられたとき、同じ集合 I 上添え字づけられた分割 {ρi}i∈I が存在して、supp ρi⊆Ui。そのような分割を開被覆 {Ui}i に属する (subordinate to the open cover) と言う。
2. 空間の任意の開被覆 {Ui}i∈I が与えられたとき、別のでもよい添え字集合 J 上添え字付けられた分割 {ρj}j∈J が存在して、各 ρj はコンパクト台を持ち各 j ∈ J に対してある i ∈ I が存在して supp ρj⊆Ui。

したがって、開被覆によって添え字付けられた台を持つかコンパクト台を持つかを選ぶ。空間がコンパクトであれば、どちらの要求も満たす分割が存在する。
有限開被覆は、空間が局所コンパクトかつハウスドルフであれば、それに属する 1 の連続分割を必ず持つ。空間のパラコンパクト性は任意の開被覆に対しそれに属する 1 の分割が存在することを保証する必要条件である。空間が属する圏に依っては十分条件でもある。構成は軟化子 （隆起関数）を用いる。これは連続で滑らかな多様体 には存在するが、解析的多様体には存在しない。したがって解析的多様体の開被覆に対しては、その開被覆に属する 1 の解析的分割は一般には存在しない。
R と S がそれぞれ空間 X と Y の 1 の分割であれば、元ごとの積全体の集合 {\displaystyle \{\rho \sigma :\rho \in R\land \sigma \in S\}} はカルテジアン積空間 X×Y の 1 の分割である。

## 少し異なる定義
制限の少ない定義が使われることがある： 空間の各点に対してその点におけるすべての関数値の和は 1 ではなく正であることだけ要求される。しかしながら、関数のそのような集合が与えられると、すべての関数の和で各関数を割る（これは定義される、なぜならば任意の点において有限個の項しか持たないから）ことによって強い意味での 1 の分割を得ることができる。

## 応用
1 の分割は多様体上定義された関数の（ある体積形式に関する）積分を定義するために使うことができる： まず台が多様体のある 1 つの coordinate patch に含まれる関数の積分を定義する； 次に 1 の分割を用いて任意の関数の積分を定義する； 最後に定義は 1 の分割の取り方によらないことを示す。
1 の分割は任意の多様体上にリーマン計量が存在することを示すのに使うことができる。
最急降下法（鞍点法）において積分の漸近展開を構成するために 1 の分割が用いられる（en:Method_of_steepest_descent#The_case_of_multiple_non-degenerate_saddle_pointsも参照）。
リンクウィッツ・ライリーフィルター は 1 の分割を実用に応用して入力シグナルを高いあるいは低い周波数成分のみ含む 2 つの出力シグナルに分離する。
固定された次数 m のバーンスタイン多項式全体は単位区間 [0, 1] に対する 1 の分割である線型独立な m + 1 個の多項式の族である。